# Seabear
Seabear es un grupo islandés de rock/folk de Reikiavik. Casi todas sus canciones son en inglés. Desde finales de 2007sus integrantes son Sindri, Örn Ingi, Guggý, Inga, Kjartan, Dóri, y Sóley. Su disquera es Morr Music.
Seabear empezó como un proyecto en solitario de Sindri Sigfússon, pero finalmente terminó juntando a otros seis miembros.
Entre el 2007 y el 2008, la canción 'Cat Piano' figuraba en un anuncio de la BBC de Finding Neverland.

## Discografía
- Singing Arc EP, autorealizado.
- The Ghost That Carried Us Away, álbum lanzado en 2007 con Morr Music.
- We Built A Fire, álbum lanzado en 2010 con Morr Music.